# Laura Baena
Laura Baena Fernández (Málaga, 5 de agosto de 1981) es una creativa publicitaria, emprendedora e influencer española que trabaja en pro de la conciliación de la vida familiar y laboral.

## Trayectoria
Laura Baena Fernández es licenciada en Publicidad y Relaciones Públicas por la Facultad de Ciencias de la Comunicación de la Universidad de Málaga, y posteriormente se especializó en Artes Visuales en el Instituto Europeo de Diseño (IED). Trabajó como creativa publicitaria en varias agencias de publicidad y desarrolló proyectos gráficos para el IED Madrid, entre otras empresas.
En 2014, abandonó el puesto de supervisora creativa en una agencia de publicidad madrileña, pues le resultaba estresante compaginar su trabajo con el hecho de ser madre de una niña de dos años. En marzo de ese año, Baena fundó el Club de Malasmadres, del que también es directora creativa, para reivindicar un espacio propio para las mujeres y madres y luchar por la conciliación laboral y familiar.
Es presidenta, además de cofundadora junto a la socióloga Maite Egozcozábal, de la asociación sin ánimo de lucro Yo No Renuncio que busca visibilizar y sensibilizar sobre la ausencia de medidas de conciliación a través de varias acciones e iniciativas, como el Teléfono Amarillo de la Conciliación o el informe sociológico Concilia 13F.
En 2015 publicó el libro Soy buena malamadre. En 2016 fue la embajadora de las Segundas Jornadas Internacionales de Mujeres Liderando las TIC. También ha participado como ponente y conferenciante en diversos eventos y congresos, como TEDx, el IV Congreso Mujer, Deporte y Empresa organizado por la Fundación Jóvenes y Deporte de la Junta de Extremadura, o en un evento de la escuela para madres y padres Gestionando Hijos entre otros.

## Reconocimientos
Su trayectoria en la lucha por la igualdad de género y la conciliación así como en la desmitificación de la maternidad la ha convertido en una reconocida influencer española.
En 2016 y 2018, fue nombrada por el portal de información MujeresyCía como una de las TOP 100 Mujeres Líderes en España. Además, en 2017 recibió el Premio Más Mujeres a Seguir, en la categoría de “Medios” y el Galardón “Victoria” de AMUPEMA. Ese mismo año, obtuvo el reconocimiento como “Emprendedora del Año” durante la III Gala de los Premios Mujer la Junta de Extremadura y fue nombrada como una de las 75 Mujeres Emprendedoras de referencia en España por la publicación El Referente.
En 2019, fue incluida en el Ranking Choiseul del Instituto Choiseul lo que la reconoció como uno de los 100 profesionales españoles de entre 30 y 42 años que lideran la excelencia empresarial y profesional. También fue reconocida como Personaje Social del Año 2019 por la revista Compromiso Empresarial por su lucha por la conciliación. Al año siguiente, obtuvo el premio 'Personalidad Online del Año' de los XIV Premios 20Blogs.
Baena fue galardonada con el Premio Meridiana 2021 en Iniciativas en los medios de comunicación, publicitarios y en las redes sociales. También en 2021, recibió la Mención Honorífica del Premio Clara Campoamor del Ayuntamiento de Madrid por su lucha por la conciliación de la vida familiar, laboral y personal con la Asociación Yo No Renuncio. En 2022 fue nombrada Matahombres de oro de la fiesta de Santa Águeda de Zamarramala.

### Club de Malasmadres
Desde 2015, el Club de Malasmadres, con Baena a la cabeza, ha obtenido numerosos premios, como el 20 Minutos al Mejor Blog Multimedia y Redes Sociales, el Bitácoras de RTVE al Mejor Blog de Humor y Entretenimiento, el Premio José Ramón Losada de Conciliación, por el vídeo Padres y Madres Desaparecidos o el Certificado EFR como ejemplo de empresa familiarmente responsable, entre otros.